# Lužná (Bor)
Lužná je malá vesnice, část města Bor v okrese Tachov v Plzeňském kraji. Nachází se asi tři kilometry západně od Boru. Lužná leží v katastrálním území Lužná u Boru o rozloze 3,92 km².

## Historie
První písemná zmínka o vesnici pochází z roku 1115.

## Obyvatelstvo
| Rok            | 1869 | 1880 | 1890 | 1900 | 1910 | 1921 | 1930 | 1950 | 1961 | 1970 | 1980 | 1991 | 2001 | 2011 | 2021 |
| -------------- | ---- | ---- | ---- | ---- | ---- | ---- | ---- | ---- | ---- | ---- | ---- | ---- | ---- | ---- | ---- |
| Počet obyvatel | 147  | 148  | 148  | 137  | 138  | 156  | 136  | 86   | 75   | 47   | 27   | 23   | 27   | 36   | 38   |
| Počet domů     | 25   | 27   | 27   | 27   | 25   | 26   | 26   | 23   | 14   | 14   | 10   | 11   | 11   | 13   | 13   |

## Obecní správa
Při sčítání lidu v letech 1850–1962 Lužná byla samostatnou obcí v okrese Tachov. Od roku 1963 je částí města Bor v okrese Tachov.

## Pamětihodnosti
- Venkovská usedlost čp. 16[8]